# Epistomaroides
Epistomaroides es un género de foraminífero bentónico de la Ffamilia Alfredinidae, de la superfamilia Asterigerinoidea, del suborden Rotaliina y del orden Rotaliida. Su especie tipo es Discorbina polystomelloides. Su rango cronoestratigráfico abarca el Holoceno.

## Clasificación
Epistomaroides incluye a las siguientes especies:
- Epistomaroides atlantis
- Epistomaroides costatus
- Epistomaroides graecus
  - Epistomaroides graecus semipunctatus
  - Epistomaroides graecus transparens
- Epistomaroides polystomelloides
- Epistomaroides punctulata
- Epistomaroides rimosa

Otra especie considerada en Epistomaroides es:
- Epistomaroides punctata, considerado sinónimo posterior de Epistomaroides punctulata